# Jordanoleiopus rufofemoratus
Jordanoleiopus rufofemoratus là một loài bọ cánh cứng trong họ Cerambycidae.